# ステッピン・アウト
「ステッピン・アウト」(Steppin' Out)は、イギリスのシンガーソングライター、ジョー・ジャクソンの楽曲。5枚目のスタジオ・アルバム『ナイト・アンド・デイ』に収録されており、シングルとしてもリリースされた。イギリスでは83年の1月にチャートに初登場し最高6位まで上昇した。

## チャート成績

### 週間チャート
| チャート（1982-1983年）          | 最高順位 |
| -------------------------------- | -------- |
| イギリス（全英シングルチャート） | 6        |
| アメリカ（Billboard Hot 100）    | 6        |